# Argaeus I al Macedoniei
Argaeus I al Macedoniei a fost rege al Macedoniei din dinastia argeadă⁠(d) de la aproximativ 678 î.Hr. la aproximativ 640 î.Hr.. El a moștenit tronul tatălui său Perdiccas I. Argaeus l-a lăsat ca succesor pe fiul său Filip I. Argaeus apare în povestea lui Dionis relatată de Polyaenus, ca regele care s-a confruntat cu o invazie iliră a „Galaurus”.